# Marathon van Enschede 1963

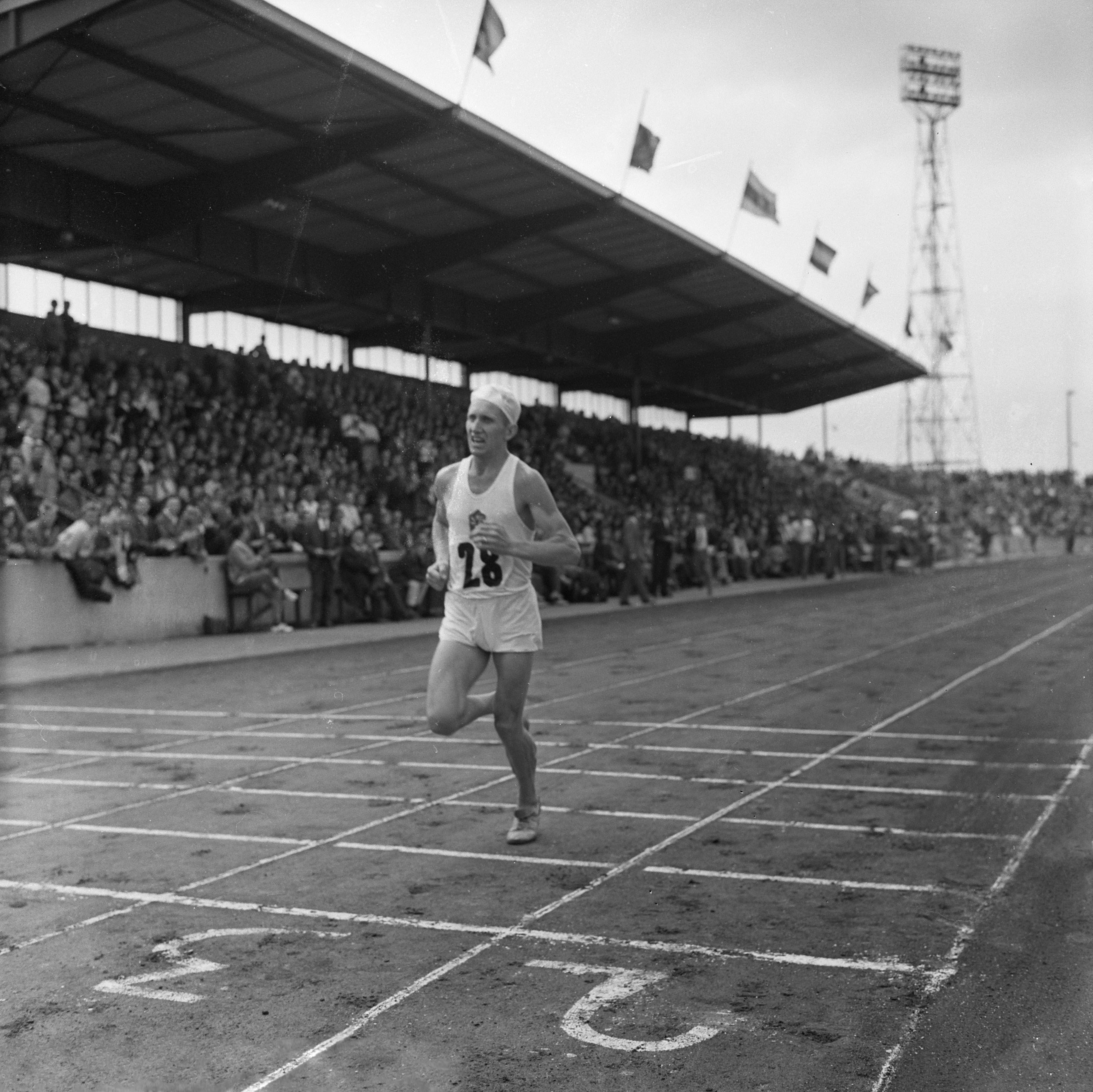
Winnaar Chudomel gaat over de eindstreep.

De marathon van Enschede 1963 werd gelopen op zaterdag 13 juli 1963. Het was de negende editie van de marathon van Enschede. De Tsjech Václav Chudomel kwam als eerste over de streep in 2:25.10,4.
Marathonwedstrijden voor vrouwen bestonden er in die tijd nog niet.

## Uitslag
| rang   | naam            | land | tijd      |
| ------ | --------------- | ---- | --------- |
| Goud   | Václav Chudomel | TCH  | 2:25.10,4 |
| Zilver | Jürgen Wedeking | GER  | 2:25.41,4 |
| Brons  | Pavel Kantorek  | TCH  | 2:27.25,8 |
| 4      | De Florintis    | ITA  | 2:29.26,4 |
| 5      | Guido Vögele    | SUI  | 2:31.48,8 |
| 6      | A. Gau          | GER  | 2:31.58,6 |
| 7      | Putti           | ITA  | 2:32.03,6 |
| 8      | Geneve          | FRA  | 2:32.21,2 |
| 9      | L. Reinshagen   | GER  | 2:35.05,8 |
| 10     | E. Goossens     | BEL  | 2:35.21,6 |

1947 ·
1949 ·
1951 ·
1953 ·
1955 ·
1957 ·
1959 ·
1961 ·
1963 ·
1965 ·
1967 ·
1969 ·
1971 ·
1973 ·
1975 ·
1977 ·
1979 ·
1981 ·
1983 ·
1985 ·
1987 ·
1989 ·
1991 ·
1992 ·
1993 ·
1994 ·
1995 ·
1996 ·
1997 ·
1998 ·
1999 ·
2000 ·
2001 ·
2002 ·
2003 ·
2004 ·
2005 ·
2006 ·
2007 ·
2008 ·
2009 ·
2010 ·
2011 ·
2012 ·
2013 ·
2014 ·
2015 ·
2016 ·
2017 ·
2018 ·
2019 ·
2020 · 2021 ·
2022 ·
2023 ·
2024 ·
2025